# Moždano specifični angiogenezni inhibitor
Moždano specifični angiogenezni inhibitori su G protein spregnuti receptori koji pripadaju klasi B, sekretinskoj familiji receptora. Članovi ove grupe su:
- Moždano specifični angiogenezni inhibitor 1
- Moždano specifični angiogenezni inhibitor 2
- Moždano specifični angiogenezni inhibitor 3

## Spoljašnje veze
- BAI1+protein,+human на 
- BAI2+protein,+human на 
- BAI3+protein,+human на 